# Casa da Família Nunes da Silva
A Casa da Família Nunes da Silva localiza-se no centro histórico da freguesia, cidade e concelho de Ovar, distrito de Aveiro, em Portugal.

## História
Exemplar de arquitetura civil, a casa pertenceu originalmente ao conselheiro Luís Ferreira Brandão, que a mandou construir no último quartel do século XIX. Embora não se conheça ao certo o ano da sua edificação, é certo que terá ocorrido antes da elevação da capela que lhe é contígua e que data de 1891.
Herdada pelo filho do primeiro proprietário, foi por este alugada a João Baptista Nunes da Silva, que manteve o arrendamento até 1957, ano em que adquiriu a casa a capela e os edifícios anexos com o seu filho, então presidente da Câmara Municipal de Ovar. O conjunto manteve-se na posse desta família, cujo apelido ficou ligado ao imóvel, até 1995, quando foi adquirido por uma empresa imobiliária.
O conjunto da casa e da capela encontra-se classificada como Imóvel de Interesse Municipal pelo Edital n.º 9/2005, publicado em 3 de fevereiro de 2005.

## Características
Apresenta dois pavimentos com mansarda. A fachada principal é revestida por azulejos policromados que definem um reticulado preenchido, ao centro, por elementos vegetalistas. As pilastras laterais são em aparelho rusticado e os vãos, envoltos por moldura de cantaria, definem três eixos verticais, com natural destaque para o central. Este, é marcado pelo portal de volta perfeita que se liga à janela de sacada do andar nobre, com moldura de aparelho rusticado, terminando com motivos de inspiração neoclássica. As janelas laterais são de verga curva, no piso térreo, prolongando-se por uma moldura de cantaria até ás janelas de sacada que terminam em frontão triangular. As pilastras são rematadas por pináculos e, ao centro, num plano mais afastado, ergue-se uma mansarda de dimensões reduzidas. Para além da azulejaria de revestimento exterior, muito comum nesta zona do país, ganha especial interesse o trabalho de cantaria, e as gradarias em ferro forjado, que se conjugam numa linguagem ecléctica característica da arquitectura de final do século XIX.
À esquerda, num plano mais recuado, e antecedido por um pátio murado, ergue-se um edifício anexo, com fachada revestida por azulejos em tons de verde, que enquadram as cantarias dos vãos, todos eles de verga curva, e com gradaria no piso superior. Termina em empena cega e pináculos também revestidos por azulejos azuis e brancos.
Nos interiores, ganham especial interesse, para além das pinturas decorativas, os trabalhos de estuque que decoram os tetos de algumas salas, e que denunciam a influência dos motivos neo-góticos e neo-árabes.
A capela privativa que, todavia, esteve sempre ao serviço da comunidade dispondo de capelão próprio, ergue-se à direita do edifício habitacional, numa linguagem revivalista que recupera motivos da manuelino. O amplo portal é enquadrado pelas colunas adossadas com fuste canelado no primeiro registo, e poligonal no segundo, onde se abre o janelão de arco geminado, ladeado por nichos com baldaquino e encimado por óculo quadrilobado, rematado, nesta zona central, por empena triangular. No interior, para além dos estuques, há a assinalar o retábulo de talha dourada, com elementos rococó mas cuja estrutura recorda os exemplares protobarrocos.